# Blindendruck
Blindendruck ist ein Druckverfahren, bei dem die Zeichen einer speziell für blinde und sehbehinderte Leser entwickelten taktilen Schrift erhaben auf dem Trägermaterial erscheinen. Diese erhabenen Schriftzeichen ermöglichen es Menschen mit Sehbehinderungen, den Text durch Berührung zu lesen. Hierbei werden die Buchstaben und Zeichen in einer speziellen Punktschrift dargestellt.
Das heute weitest verbreitete Alphabet für Blindenschrift und Blindendruck ist dasjenige von Louis Braille. Seine Buchstaben und Zeichen werden durch Kombination von 1 bis 6 Punkten gebildet, die ähnlich wie die Punkte auf einem Würfel in Form eines Rechtecks zusammengesetzt werden. Dieses System ermöglicht es blinden Menschen, Informationen zu erfassen und zu kommunizieren, indem sie die taktilen Punkte mit ihren Fingern ertasten.
Blindendruck wird für Bücher, Broschüren, Etiketten und andere Druckerzeugnisse von Menschen mit Sehbehinderungen genutzt. Als Bestandteil barrierefreier Kommunikation ermöglicht er blinden Menschen die Teilhabe an Bildung, Literatur und anderen Informationen.